# Puig de l'Osca
El Puig de l'Osca és una muntanya de 614 metres que es troba al municipi de Vallirana, a la comarca catalana del Baix Llobregat.